# Eumelea marginata
Eumelea marginata är en fjärilsart som beskrevs av Louis Beethoven Prout 1920. Eumelea marginata ingår i släktet Eumelea och familjen mätare. Inga underarter finns listade i Catalogue of Life.